# Louis Trichardt
Louis Johannes Tregardt, plus communément connu sous le nom  de Louis Trichardt (né le 10 août 1783 à Oudtshoorn, colonie du Cap et mort le 25 octobre 1838 à Lourenço-Marquès, colonie portugaise du Mozambique) était un fermier de l'est de la colonie du Cap, un explorateur Boer et un chef voortrekker en Afrique du Sud. Entre 1742 et 1881, le patronyme originel de Tregard évolua en Trigardt puis Tregardt et enfin Trichardt.

## Biographie

### Un fermier de la colonie du Cap en marge de la société coloniale
Louis Tregardt est né en 1783 à Kango, aujourd'hui un quartier de Oudtshoorn, dans le district de Swellendam. Aîné de quatre enfants de Carolus (Karel) Johannes Tregard et de Anna Elisabeth Nel, il est le petit-fils d'un marin, Carolus Gustav Tregard (du suédois: Trädgard qui signifie jardin), immigré dans la colonie du Cap en 1742.   
Karel Tregard avait participé aux premières guerres cafres du XVIIIe siècle contre les xhosas. Il avait également participé à des mouvements de résistance à Graaff-Reinet, d'abord contre la Compagnie néerlandaise des Indes orientales puis plus tard contre les nouvelles autorités coloniales britanniques. 
Le 4 novembre 1810, son fils Louis Tregardt épouse Martha Elisabeth Susanna Bouwer (1796-1838) à Graaff-Reinet. Il est à l'époque un éleveur qui vit dans la région du Cap oriental, à proximité de Bruintjeshoogte (Somerset) et comme son père, il a des relations difficiles avec les autorités coloniales. 

En 1829, il envoie son fils Carolus faire paître du bétail le long de la rivière Black Kei à la limite nord de la Cafrerie britannique puis vers 1833, franchit la zone neutre qui faisait tampon avec les territoires xhosas. Avec son fils, il y installe une petite communauté de Boers, affranchie de la tutelle coloniale. Au Cap, le colonel Harry Smith voit en lui un agitateur et l'un des responsables du déclenchement de la 6e guerre cafre. Il décide de le faire arrêter mais entretemps, Tregardt a déplacé sa famille et son bétail vers des pâturages situés hors de la cafrerie britannique, dans une région située entre Caledon et la rivière Orange, juste à l'extérieur de la juridiction de la colonie du Cap.

### Le Grand Trek
En 1835, Tregardt est l'un des premiers boers à se lancer dans le Grand Trek, c'est-à-dire à migrer vers l'intérieur des terres de l'Afrique du Sud. Accompagné de 8 familles de pionniers boers, plus tard désignés sous le vocable de voortrekkers, Tregardt quitte la colonie du Cap pour rejoindre la région montagneuse du Zoutpansberg, le point le plus septentrional de leur périple, situé dans l'actuelle province du Limpopo. 
Au cours du voyage, il est rejoint par le convoi mené par Hans van Rensburg, un autre fermier fuyant les autorités coloniales du Cap. Ils sont les premiers voortrekkers à passer par Thaba Nchu où résident les tribus Barolong du chef Moroka II. Unique dirigeant voortrekker à écrire un journal de voyage, Tregardt décrit les régions qu'il traverse et donne des informations précieuses, sur le climat, la géographie, la faune et la vie des populations autochtones. Ce document exceptionnel a été conservé et est devenu un témoignage de la syntaxe et des idiomes de l'ancien néerlandais du Cap à la base duquel s'est formé la langue afrikaans. 
Durant leur périple vers le nord, les deux convois voortrekkers traversent sur des centaines de kilomètres des contrées jusque-là inexplorées par les Blancs avant de se séparer à Strydpoortberg pour cause de mésentente : Tregardt reproche à Van Rensburg de gaspiller les munitions pour récupérer l'ivoire des éléphants. Van Rensburg et les 49 membres de son convoi sont finalement massacrés en juin 1836 au cours d'un assaut nocturne des Soshangane à un gué du fleuve Limpopo.
De son côté, Tregardt noue des contacts amicaux avec des tribus indigènes, notamment les chefs vendas, Rasetuu Ramabulana et Mashau. Pour le remercier de l'avoir aidé à détrôner son frère, Ramabulana accorde à Tregardt un emplacement situé aux pieds du Zoutpansberg pour y installer sa communauté. Tregardt y dresse ainsi un premier campement (mai 1836 à août 1836) avant de le déplacer en novembre 1836 près de ce qui est aujourd'hui la ville de Louis Trichardt. Plusieurs maisons rudimentaires y sont construites ainsi qu'un atelier et une école pour les 21 enfants de la communauté. Puis de juin à novembre 1837, c'est encore à un nouvel emplacement situé plus près de la rivière Doorn que s'installe le groupe des Voortrekkers.

### Le périple pour atteindre la baie de Delagoa
Cependant, les conditions insalubres dans lesquelles ils résident deviennent insupportables pour les hommes et les animaux d'élevages. Isolé et éloigné de toute voie commerciale, Tregardt finit par se résoudre à abandonner l'idée de se fixer dans le Zoutpansberg et décide de se replier avec les siens vers la baie de Delagoa (aujourd'hui baie de Maputo) sur la côte mozambicaine. Pour atteindre cette région du sud-est de l'Afrique australe, il veut éviter de passer par le Limpopo où Van Rensburg et les siens ont été massacrés et par les régions infestées par les mouches tsé-tsé. 

Le 2 octobre 1837, sur les rives de la rivière Olifants, Tregardt rencontre le roi Sekwati du peuple Pedi qu'il consulte pour connaitre son opinion sur la meilleure voie à suivre pour rejoindre la baie de Delagoa. Le chef Sekwati lui indique que la route vers l'est est obstruée par des montagnes infranchissables pour des convois menés par des chars à bœufs. Tregardt est cependant résolu à traverser ces montagnes, quitte à démonter et à transporter par morceaux les chars à bœufs à chaque passage difficile. La route océanique qu'il décide d'emprunter nécessite en effet de franchir une partie escarpée des montagnes du Drakensberg. 
Le voyage se révèle très épique à travers les montagnes du haut veld. Tregardt fait reconnaitre par des éclaireurs les voies praticables. Les chars à bœufs sont à plusieurs reprises partiellement démontés et transportés sur des branches pour passer des cols ou des rivières à gué (Olifants, Blyde et  Klaserie), parfois en frisant la catastrophe. Après avoir connu plusieurs accidents de parcours, plusieurs fois échappé aux crocodiles ou aux attaques de lions, ou encore subi des orages occasionnant la perte de plusieurs têtes de bétail, la traversée de l'actuel parc national Kruger s'effectue relativement sans incident notable. Plus à l'est, les Voortrekkers, épuisés et décharnés, rencontrent les Gwamba du chef Makodelana avec qui sont effectués des échanges de cadeaux. Deux mois plus tard, ils atteignent la rivière Komati dont le franchissement s'avère difficile à gué, causant la perte de plusieurs animaux pendant la traversée. Durant le reste du parcours, les trekkers subissent de nombreuses maladies tropicales. L'une d'entre elles emporte l'un des jeunes enfants de Louis Tregardt. Il l'enterre dans le veld avec pour épitaphe nous n'avons toujours pas de patrie. 
Le voyage dure au total plus de 8 mois avant que les 52 rescapés voortrekkers n'atteignent le fort de Delagoa à Lourenço Marques, le 13 avril 1838. Néanmoins, plusieurs d'entre eux sont tour à tour terrassés par le paludisme en quelques jours. Martha Tregardt, l'épouse du chef voortrekker, est l'une des premières à succomber. Six mois plus tard, le 25 octobre 1838, Louis Tregardt meurt à son tour du paludisme au fort de Delagoa.
Au printemps 1839, il ne reste plus que 29 survivants des 52 voortrekkers qui avaient atteint le fort de Delagoa. Ils sont finalement rapatriés en bateau à Port Natal (futur Durban) à l'exception de Carolus Tregardt qui, respectant les dernières volontés de son père, refuse d'embarquer, et décide de continuer l'exploration du sud-est africain à la recherche d'une terre pour le peuple boer. Après avoir rejoint Sofala, exploré la Zambézie, la côte est-africaine et poussé jusqu'à l'île de Madagascar, il embarque finalement pour Durban pour rejoindre à pied le Zoutpansberg  et retrouver Hendrik Potgieter.

## Hommages

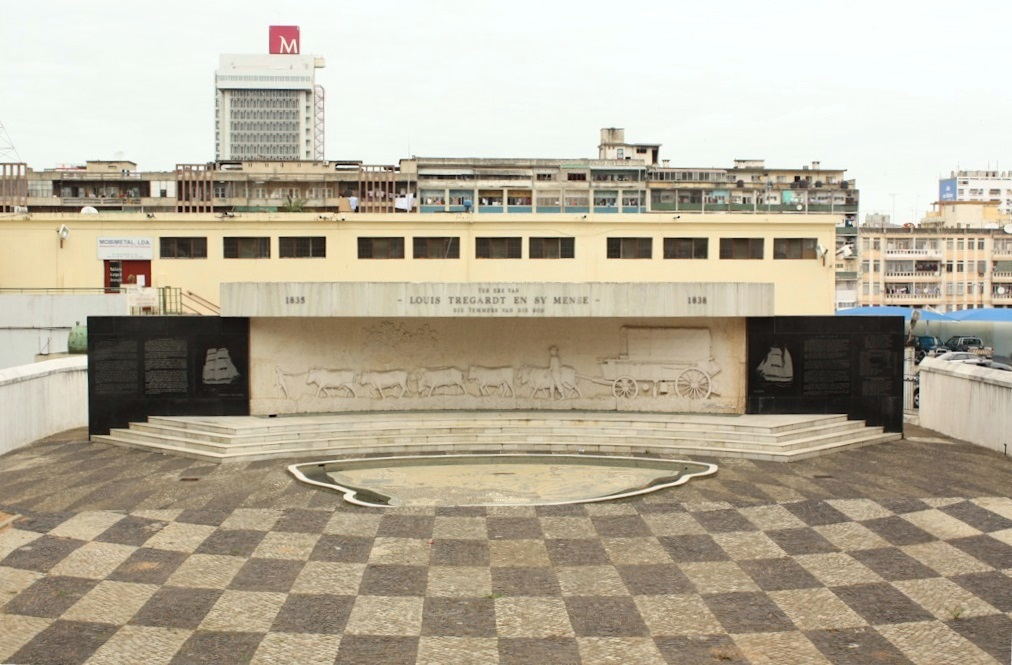
Le Louis Tregardt Trek Memorial à Maputo

En 1898, la ville de Louis-Trichardt est baptisée en l'honneur de Louis Tregardt à l'emplacement où il avait installé son second campement. 
Au Mpumalanga, un autre village situé sur l'axe de son Trek, près de la ville de Secunda, porte le nom de Trichardt. 
À Maputo au Mozambique, le Louis Tregardt Trek Memorial Garden est un monument inauguré en 1968 par le ministre sud-africain de l'éducation Jan de Klerk à l'endroit où Louis Tregardt (Trichardt) et son épouse sont enterrés. Le monument présente une frise racontant l'histoire de Louis Tregardt, des mosaïques et une carte en céramique illustrant son voyage du Cap jusqu'à Lourenço Marques. Les noms des voortrekkers sont mentionnés sur un mur commémoratif.

## Enfants
Quatre enfants de Louis et Martha Elizabeth Tregardt atteignirent l'âge de maturité : 
- Carolus Johannes Tregardt (1811-1901)
- Petrus Frederik Tregardt (1819-1860)
- Louis Gustavus Tregardt (1827-1891)
- Anna Elizabeth Tregardt (1832-1902)